# Cassolnovo
Cassolnovo (lombardul: Cassö) település Olaszországban, Lombardia régióban, Pavia megyében. Lakosainak száma 6773 fő (2023. január 1.). Cassolnovo Abbiategrasso, Cerano, Gravellona Lomellina, Sozzago, Terdobbiate, Tornaco és Vigevano községekkel határos.

## Népesség
A település lakossága az elmúlt években az alábbi módon változott:

| 2018 | 6 976 |
| 2023 | 6 773 |